# Louňovice pod Blaníkem
Louňovice pod Blaníkem är en köping i Tjeckien.   Den ligger i distriktet Benešov och regionen Mellersta Böhmen, i den centrala delen av landet, 60 km sydost om huvudstaden Prag. Louňovice pod Blaníkem ligger 398 meter över havet och antalet invånare är 679.
Terrängen runt Louňovice pod Blaníkem är platt åt nordväst, men åt sydost är den kuperad. Louňovice pod Blaníkem ligger nere i en dal. Runt Louňovice pod Blaníkem är det glesbefolkat, med 19 invånare per kvadratkilometer. Närmaste större samhälle är Vlašim, 8,5 km norr om Louňovice pod Blaníkem. Trakten runt Louňovice pod Blaníkem består till största delen av jordbruksmark.